# Aeroportul Tarabits
Aeroportul Tarabits (IATA: TRJ, ICAO: AYTK) este un aeroport din Noua Guinee Occidentală, Indonezia.
aeroportul dispune de o singură pistă.